# Patricia Dal
Patricia Dal (San Martín, 12 de febrero de 1952) es una actriz, bailarina, exmodelo y exvedette argentina, que comenzó a actuar en los años 1970 y fue muy popular durante la década de 1980, en 2015 su carrera vuelve a tomar impulso en el teatro de la mano de José Maria Muscari, quien la convoca para la obra de teatro Extinguidas.

## Carrera
El apellido de su padre es Dal Maso.
Patricia Dal estudió actuación en teatro en la escuela de Lito Cruz. Es conocida por acompañar como primera actriz a Jorge Porcel y Juan Carlos Calabró en los programas de televisión: ¿Lo viste a Porcel? y Calabromas.
Fue famoso su trabajo en el cine con los capo cómicos Alberto Olmedo y Jorge Porcel siendo parte del elenco en las pícaras comedias Los hombres solo piensan en eso (1976), Encuentros muy cercanos con señoras de cualquier tipo (1978), Expertos en pinchazos (1979), o Así no hay cama que aguante (1980).
También trabajó con actores de primer nivel como José Marrone, Guillermo Bredeston y Darío Vittori.
Por su figura escultural fue primera vedette de importantes teatros como el Tabarís, el Teatro Maipo, el Teatro Nacional, entre otros. Perteneció al grupo de las vedettes más deseadas de los años ochenta de la talla de Carmen Barbieri, Moria Casán, Thelma Stefani, Luisa Albinoni, Susana Traverso y Noemí Alan.
En el año 2009 participa de la campaña de PROMMESA contra la obesidad "Un peso saludable mejora la calidad de vida" en un local de Light Food junto a otros famosos entre ellos: Daisy May Queen, José Luis Gioia, La Tota Santillán, Noemí Alan, Pilar Smith, Ángel de Brito, Luis Bremer, Flavia Miller, Gonzalo Real y Daniel Meaglia.
En 2014 y 2015 conduce por Radio Conexión Abierta (radio en línea: http://www.conexionabierta.com.ar Archivado el 18 de septiembre de 2018 en Wayback Machine.), el programa "Conexión, salud y mente" junto a Myriam Linari.
También en 2014 abrió su propia productora bajo el nombre de Vida.
En 2015-2016 y 2017 volvió al teatro de la mano de José María Muscari con Extinguidas junto a un gran elenco.
En 2021 conduce el programa radial "Un nuevo despertar" por Radio Regina.

## Cine
- 1970: El sátiro.
- 1976: Los hombres solo piensan en eso.
- 1977: La nueva cigarra.
- 1978: Con mi mujer no puedo.
- 1978: Encuentros muy cercanos con señoras de cualquier tipo.
- 1979: Expertos en pinchazos.
- 1979: Hotel de señoritas.
- 1980: Así no hay cama que aguante.
- 2017: La vida sin brillos.

## Televisión
- 1973: La revista dislocada.
- 1973: Corrientes y Marrone.
- 1974: Humor redondo: Cuatro bodas cuatro.
- 1979: Porcelandia.
- 1980: Teatro popular.
- 1981: El ciclo de Guillermo Bredeston y Nora Cárpena.
- 1982: Casi una pareja.
- 1982: Los retratos de Andrés.
- 1983-1984-1987-1988: Calabromas.
- 1985: Operación Porcel.
- 1985: Lo viste a Porcel?.
- 1986: Los retratos de Andrés.
- 1989-1990: Las comedias de Darío Vittori.
- 1990: El contra.
- 1990: Teatro para pícaros.
- 1991: Toda estrella tiene contra.
- 1993: Zona de riesgo III.
- 1993-1994: La revista de los viernes.[3]
- 2018: El Camarin de Goyeneche.
- 2018: Piriápolis siempre. Debut en coconducción.

## Teatro
- 1972: Buenos Aires al verde vivo - Teatro El Nacional junto a José Marrone, Adolfo Stray, Violeta Montenegro, Alfredo Barbieri, Gogó Andreu, Katia Iaros, Adriana Parets, Mario Fortuna, Moria Casán, Fernando Reyna, Carlos Reyes y elenco.
- 1973: Aquí se mata de risa - Teatro Cómico de Buenos Aires (Actual Teatro Lola Membrives) - Revista teatral de Carlos A. Petit y Francisco Reimundo junto a Adolfo Stray, Alfredo Barbieri, Carmen Barbieri, Don Pelele, Rafael Carret, García Ramos, Moria Casán, Micket Squar, Raquel Álvarez y Lynn Allison.
- 1973: Colitas de verano, con dirección de Carlos A. Petit, junto a José Marrone, Estela Raval, Vicente Rubino, Pedro Sombra y la vedette Elizabeth Aidil. En el Teatro Neptuno.
- 1974: La banana mecánica - Teatro Cómico - junto a José Marrone, Estela Raval, Jorge Luz, Gogó Andreu, Moria Casán, Guido Gorgatti y Haydeé Padilla.
- 1974: Mar del Plata 100X100, en el Teatro Neptuno junto a Katia Iaros, Pedro Sombra y elenco..
- 1976: Entre julepe y julepe llegaremos al 77 - Teatro Astros - junto a Alfredo Barbieri, Don Pelele, Juan Carlos Calabró, Nury Cid, Verónica Lange, Susana Quinteros, Mónica Escudero, Petty Castillo, Ulises Dumont, Cacho Espíndola, Carlos Moreno y Mario Fortuna.
- 1977: El Astros se comió a Tiburón (Y también a King Kong) - Teatro Astros junto a Susana Giménez, Jorge Porcel, Alberto Olmedo, Don Pelele, Petty Castillo, Carmen Barbieri, Susana Quinteros, César Bertrand, Beto Gianola, Mónica Land, Romina Mur, Délfor Medina y Villita.
- 1977: Sufriremos como enanos para pasar el verano junto a Don Pelele, Juan Carlos Calabró, Adolfo García Grau, Nury Cid, César Bertrand, Ulises Dumont, Oscar Villa, Alfredo Kier, Susana Quinteros, Petty Castillo, Mony Land y Romina.
- 1978: La revista nunca vista - Teatro Astros - junto a Jorge Porcel, Alberto Olmedo, Ethel Rojo, Don Pelele, Juan Carlos Calabró, Tristán, Guadalupe (actriz), Tato Cifuentes, César Bertrand, Miguel Jordán, Delfor Medina, Buryua Rey, Jorge Videla, Carmen Barbieri, Graciela Butaro, Isabel Coel y Rosalinda Salas.
- 1978: La risa es salud, junto a Adolfo Stray, Thelma Tixou, Don Pelele, Juan Carlos Calabró, Vicente Rubino, Javier Portales, Nury Cid, Tita Merello, Héctor Varela, Verónica Lange, Petty Castillo, Susana Quinteros, Ulises Dumont, Carlos Moreno y Luis Videla.
- 1978: Que año fenomenal se viene con el mundial con Don Pelele, Jorge Porcel, Juan Carlos Calabró, Tristán, Guadalupe (actriz), Mario Sánchez, Blanquita Amaro, Carmen Barbieri, Susana Quinteros, Isabel Coel, Graciela Butaro, Délfor Medina, César Bertrand, Miguel Jordán y Oscar Villa.
- 1979: Risas y algo más... en Tabarís - Revista teatral junto a Alfredo Barbieri, Carmen Barbieri, Rafael Carret y Don Pelele.
- 1980: Si están ellos... es revista!!! - Teatro Opera- junto a Alfredo Barbieri, Don Pelele, Adrián Zambelli, Matilde Maggi y Cristina Maggi..
- 1980: Crazy Horse  - En Chile junto a Alfredo Barbieri, Petty Castillo y la pareja de baile Gloria y Eduardo.
- 1981: La noche de los sinvergüenzas - De Abel Santa Cruz - Dirección: Diana Álvarez - Teatro Hermitage de Mar del Plata junto a Nora Cárpena, Guillermo Bredeston, Carlos Calvo, Claudia Cárpena y Peggy Sol.
- 1982: Loquero en la revista - junto a Alberto Olmedo, Néstor Robles, Jorge Porcel, Moria Casán, Javier Portales, Valeria Lynch, Pochy Luna, Oscar Rullán, Adrián Zambelli, Marta Spatola, Cristina Maggi, Aldo Schaffer, Matilde Maggi, Mario Álvarez, Gabriela Fernández, Daniel Blanco, Gloria Olivera, Carlos Olivera, Andrea Ceruse, Marisa Arbo, Petty Castillo y Diana Capasso.
- 1982: Seguimos rompiendo las olas - Teatro Metropolitan de Mar del Plata junto a Jorge Porcel, Alberto Olmedo, Moria Casán y Javier Portales.
- 1983: Los reyes de la risa - Teatro Regina de Mar del Plata junto a Jorge Porcel, Alberto Olmedo, César Bertrand, Délfor Medina, Adrián Zambelli, José Luis Gioia, Hugo Varela, Alejandra Aquino, Ruth Durante, Úrsula Maier, Françoise Dugas, Marta Spatola y Matilde Magi.
- 1983: Prohibida - Teatro Astral junto a Jorge Porcel, Alberto Olmedo, César Bertrand, Delfor Medina, Hugo Varela, José Luis Gioia, Adrián Zambelli, Mónica Guido, Silvia Peyrou, Alejandra Cánepa, Guillermo Guido y Mario Sapag.
- 1985: Pobres, pero casi honradas - Dirección: Gerardo Sofovich junto a Santiago Bal, Rolo Puente, Ginette Reynal y María Rosa Fugazot - Teatro Astral de Mar del Plata.
- Los lunes del gordo Porcel, con Jorge Porcel, Javier y Jaimito, y Cacho Bustamante.
- 1986: Revista en Teatro del Sol junto a Vicente Rubino, Marcos Zucker, Juan Verdaguer, Don Pelele y Transfrappe.
- 1991: Todas las Noches Tres - Teatro Tabarís - junto a Darío Víttori, Silvia Peyrou y elenco.
- 1993: Comiquísimo - junto a Tristán y Marixa Balli.
- 1996: La rebelión del pavo junto a Andrés Vicente y Liliana Pécora.
- 2015-2017: Extinguidas - Teatro Regina y gira nacional junto a Mimi Pons, Luisa Albinoni, Beatriz Salomón, Adriana Aguirre, Noemí Alan, Silvia Peyrou, Naanim Timoyko, Pata Villanueva y Sandra Smith. Dirección José María Muscari.

## Radio
- 2014-2015-2016-2017: Conexión, salud y mente - Por "Radio Conexión Abierta" (radio en línea) junto a Myriam Linari.
- 2021: Un nuevo despertar - Radio Regina.

## Vida privada
Tuvo una corta relación sentimental con el actor Rodolfo Ranni durante 1992.
En 1983 fue famoso su mediático enfrentamiento con la vedette Moria Casán. También tuvo una importante pelea con el actor Juan Carlos Calabró, por haber lucrado con su imagen sin su consentimiento; este enfrentamiento fue llevado a la justicia por largo tiempo.
A mediados de los años ochenta, Patricia Dal tuvo un terrible accidente automovilístico que le provocó serias lesiones en su rostro, del cual le quedaron varias cicatrices notorias que supo sobrellevar sin abandonar su figura de vedette sensual.